# Nobatia
Nobatia albo Nobadia (staronubijski: Noubadia) – najbardziej wysunięte na północ królestwo chrześcijańskiej Nubii, a następnie część większego, nubijskiego Królestwa Makurii. W arabskich źródłach jest często określana jako al-Maris.

## Historia
Nobatia została założona prawdopodobnie około 350 r. przez plemię Nobadów, zaproszonych z egipskiej pustyni przez cesarza Dioklecjana w 297 r. n.e., który chciał uzyskać ich pomoc w walce z plemieniem Blemiów. Ostatecznie Nobatia zwyciężyła Blemiów wypychając ich na wschodnie pustynie.
W tym samym mniej więcej czasie została ustalona stolica królestwa w Pachoras (dzisiejsze Faras). Wkrótce potem Nobatia nawróciła się na chrześcijaństwo nie-chalcedońskie.
W VII w., najpóźniej na początku VIII w. Nobatia w niejasnych okolicznościach została przyłączona przez swojego południowego sąsiada, Królestwo Makurii. Wydaje się, że Nobatia zachowała pewną autonomię w ramach nowego państwa. Była zarządzana przez Eparchę Nobatii, który tytułował się również Domestikosem Pachoras. Początkowo Eparcha był mianowany, w późniejszym okresie jego stanowisko prawdopodobnie stało się dziedziczne. Dokumenty znalezione w Kasr Ibrim świadczą o jego wielkiej władzy. Niektórzy arabscy pisarze określają to połączone państwo jako Królestwo Makurii i Nobatii, co może wskazywać na istnienie podwójnej monarchii przynajmniej przez jakiś okres.
Nobatia jako część Nubii położona najbliżej Egiptu, podlegała szybszej arabizacji i islamizacji w stosunku do reszty kraju. Mieszkańcy Nobatii stopniowo przechodzili na islam i łączyli się małżeństwami z arabskimi klanami takimi jak Banu Kanz. Część chrześcijan utrzymała niezależność w obrębie królestwa Dotawo, aż do jego podboju przez Sułtanat Sannar w 1504 r.